# Шугаркрік (Огайо)
Шугаркрік (англ. Sugarcreek) — селище (англ. village) в США, в окрузі Таскарвас штату Огайо. Населення — 2373 особи (2020).

## Географія
Шугаркрік розташований за координатами 40°30′27″ пн. ш. 81°38′27″ зх. д. / 40.50750° пн. ш. 81.64083° зх. д. (40.507619, -81.640898).  За даними Бюро перепису населення США в 2010 році селище мало площу 9,82 км², уся площа — суходіл.

## Демографія
Згідно з переписом 2010 року, у селищі мешкало 2220 осіб у 904 домогосподарствах у складі 652 родин. Густота населення становила 226 осіб/км².  Було 967 помешкань (99/км²).
Расовий склад населення:
| - 97,8 % — білих - 0,1 % — корінних американців - 0,1 % — чорних або афроамериканців - 0,1 % — азіатів |

До двох чи більше рас належало 1,2 %. Частка іспаномовних становила 1,5 % від усіх жителів.
За віковим діапазоном населення розподілялося таким чином: 22,3 % — особи молодші 18 років, 59,8 % — особи у віці 18—64 років, 17,9 % — особи у віці 65 років та старші. Медіана віку мешканця становила 40,0 року. На 100 осіб жіночої статі у селищі припадало 98,4 чоловіків;  на 100 жінок у віці від 18 років та старших — 93,6 чоловіків також старших 18 років.
Середній дохід на одне домашнє господарство  становив 57 366 доларів США (медіана — 47 899), а середній дохід на одну сім'ю — 68 982 долари (медіана — 56 944). Медіана доходів становила 43 059 доларів для чоловіків та 29 034 долари для жінок. За межею бідності перебувало 4,2 % осіб, у тому числі 6,6 % дітей у віці до 18 років та 5,5 % осіб у віці 65 років та старших.
Цивільне працевлаштоване населення становило 1203 особи. Основні галузі зайнятості: виробництво — 24,2 %, освіта, охорона здоров'я та соціальна допомога — 15,6 %, роздрібна торгівля — 11,1 %, мистецтво, розваги та відпочинок — 10,7 %.